# Bob Ramsay
Robert „Bob“ Ramsay (* 17. Dezember 1865 in Kilmarnock; † 17. Juli 1910 in Bolton) war ein schottischer Fußballspieler. Ramsay bestritt zwischen 1888 und 1894 für drei verschiedene Vereine insgesamt 88 Spiele in der Football League.

## Karriere
Bob Ramsay kam im April 1886 zu Burslem Port Vale und war dort für zwei Jahre Stammspieler in der Verteidigung. Der Klub besaß zwar bereits seit 1885 Profistatus, ein Ligabetrieb existierte aber noch nicht und neben Pokalwettbewerben bestand der Großteil der Partien aus Freundschaftsspielen. 1888 nahm in Nordengland mit der Football League eine erste, zwölf Mannschaften umfassende Liga ihren Spielbetrieb auf und Ramsay wechselte zum Lokalrivalen FC Stoke in eben jene Liga. Ramsay war in den Spielzeiten 1888/89 und 1889/90 jeweils Stammspieler und absolvierte 43 von 44 möglichen Ligapartien, Stoke beendete allerdings beide Spielzeiten mit vier bzw. drei Saisonsiegen auf dem letzten Tabellenrang. Einen der wenigen Höhepunkte am Victoria Ground erlebte das Publikum am 1. März 1890, als der FC Accrington mit 7:1 besiegt wurde und Ramsay drei Treffer zu diesem Erfolg beisteuerte. Stoke musste den Regularien jener Zeit entsprechend am Saisonende jeweils um Wiederaufnahme bitten, während dies 1889 von Erfolg gekrönt war, erhielt 1890 der Neubewerber AFC Sunderland mehr Zuspruch und Stoke musste die Liga nach zwei Jahren verlassen.
Für Ramsay war dies zugleich das Ende seiner Zeit bei Stoke und er wechselte nach Manchester zu Newton Heath in die Football Alliance, in der auch Stoke in jener Saison spielte. Ramsay bestritt dort 1890/91 als Mittelläufer alle 22 Saisonspiele und erzielte dabei fünf Treffer. Im Sommer 1891 verließ er Newton Heath wieder und tauchte ein halbes Jahr später bei West Manchester in der Lancashire League auf, sein dortiger Aufenthalt war aber nur von kurzer Dauer und zur Saison 1892/93 war er für Northwich Victoria in der Debütsaison der Football League Second Division aktiv. Nach 29 Spielen für Northwich kehrte er im Oktober 1893 zu Burslem Port Vale zurück, die mittlerweile ebenfalls in der Second Division der Football League spielten und bestritt bis Saisonende noch 16 Ligapartien. In der Saisonpause wurde sein Vertrag wegen Knieproblemen nicht mehr verlängert, über seinen weiteren Verbleib ist nichts bekannt.